# Bornholmsur

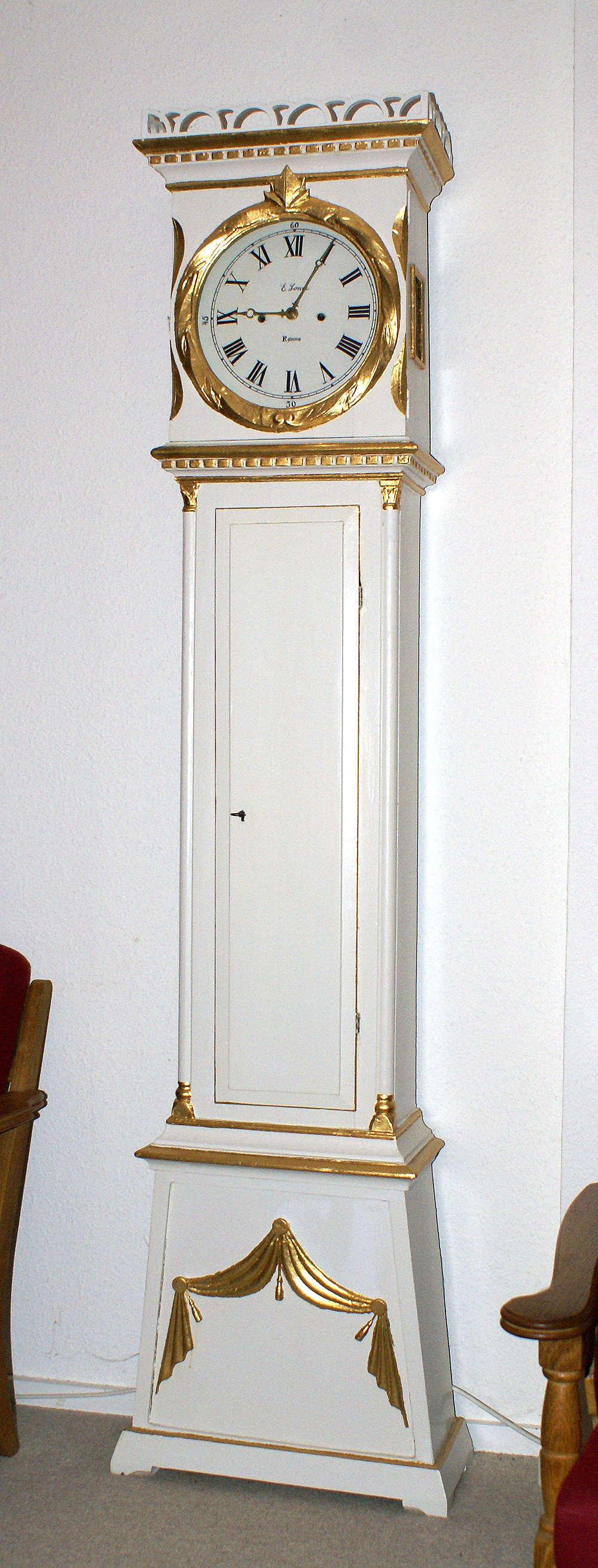
Bornholmsur tillverkat av Edvart Sonne i Rønne i slutet av 1700-talet. Ommålat ca 1990.

Ett bornholmsur (danska: bornholmerur) är ett manshögt golvur som tillverkades på den danska ön Bornholm mellan 1745 och 1900. Urverket av mässing drivs av lod, har en gångtid på åtta dygn och regleras av en pendel.
Det anses att urtillverkningen på Bornholm började med en reparation av engelska golvur från ett strandat fartyg år 1744. Snickaren Paul Ottesen Hansen i Rønne, som hade en svarv, åtog sig arbetet och lärde sig därmed hur man tillverkade  ur. Han startade en egen  tillverkning av ur som blev populära i Danmark och exporterades till bland annat Sverige, Norge, Island och tyska städer längs östersjökusten.
Klockfodralen tillverkades av lokala snickare och ändrade både form och utsmyckning med tiden. I början var  de i barockstil, från 1780 till 1820 i nygustaviansk stil och senare i empirstil. Fodralen kunde vara rakt avskurna upptill, så kallade  hanbornholmare eller män, eller runda med utsmyckningar som påminner om kvinnliga huvudbonader och kallas då följaktligen fröknar eller fruar.
År 1794 ansökte några av  urmakarna om att hovurmakare Jean Abraham Armands son, Johan Wilhelm, skulle utbilda urmakarna på Bornholm på statens bekostnad. Kung Kristian VII beviljade 200 rigsdaler om året till hans vistelse på ön samt medel till inköp av en maskin från Schweiz för tillverkning av de kugghjul som tidigare filades för hand.
Mer än 220 urmakare och 109 lärlingar och gesäller samt flera snickare och målare var sysselsatta med urtillverkning på Bornholm under perioden. Man vet inte hur många ur som tillverkades totalt, men mellan 1801 och 1808 utskeppades 5 198 stycken från Rønne.